# تريفور بروكنغ
السير تريفور بروكنغ (بالإنجليزية: Trevor Brooking)‏، من مواليد 2 أكتوبر 1948 في باركنغ في إنجلترا، لاعب كرة قدم إنجليزي سابق.
لعب مع نادي وست هام يونايتد الإنجليزي طوال مسيرته الكروية منذ عام 1967 وحتى عام 1984، وشارك معهم في 636 مباراة وسجل 102 هدف.
و قد لعب مع منتخب إنجلترا لكرة القدم 47 مباراة دولية وسجل 5 أهداف.

## مسيرته الكروية
لعب تريفور بروكنغ خلال مسيرته الاحترافية مع ناديين في ثمانية عشر موسمًا وسجل خلالها 86 هدفًا ضمن 530 مباراة. حيث فاز في موسمين بالكأس ولم يفز بأي دوري.
خاض تريفور بروكنغ مسيرته مع نادي وست هام يونايتد في موسم 1967–68 ليلعب معه سبعة عشر موسمًا، مشاركًا في 528 مباراة سجل خلالها 86 هدفًا. ثم انتقل إلى نادي كورك سيتي في موسم 1984–85 لمدة موسم واحد، حيث شارك في مباراتين ولم يسجل أي هدف.

## روابط خارجية
- تريفور بروكنغ على موقع الاتحاد الدولي (مؤرشف)  (الإنجليزية)
- تريفور بروكنغ على موقع قاعدة بيانات كرة القدم.إي يو (الإنجليزية)
- تريفور بروكنغ على موقع ناشيونال فوتبول تيمز (الإنجليزية)